# ヨアンニス・フェトファツィディス
ヨアンニス・フェトファツィディス（英語: Ioannis Fetfatzidis、ギリシア語: Ιωάννης Φετφατζίδης、1990年12月21日 - ）は、ギリシャ・ドラマ県出身の元サッカー選手。現役時代のポジションはMF、FW。

## 経歴

### クラブ
2004年からオリンピアコスFCのユースチームでキャリアをスタートさせ、2009年にトップチームに昇格した。2009年10月31日、アトロミトスFC戦でプロデビューを果たした。2010年9月、2015年までクラブとの契約を延長した。2011年11月23日、UEFAチャンピオンズリーグ 2011-12のオリンピック・マルセイユ戦でチャンピオンズリーグ初ゴールを記録した。
2013年9月2日、セリエAのジェノアCFCに移籍。2015年1月31日から半年間ACキエーヴォ・ヴェローナへのローンでプレーした。
2015年7月31日、サウジ・プロフェッショナルリーグのアル・アハリ・ジッダに加入した。

### 代表
ギリシャ代表として2010年10月8日、EURO2012予選のラトビア代表戦においてソティリス・ニニスと交代途中出場でA代表デビューを果たした。2011年2月9日、親善試合のカナダ代表戦で初ゴールを記録した。6月3日、EURO2012予選のマルタ代表戦で2ゴールを記録した。

## 個人成績

### クラブでの出場記録
| クラブ成績 | クラブ成績       | クラブ成績     | リーグ | リーグ | カップ | カップ | 国際大会   | 国際大会   | 通算 | 通算 |
| シーズン   | クラブ           | リーグ         | 出場   | 得点   | 出場   | 得点   | 出場       | 得点       | 出場 | 得点 |
| ギリシャ   | ギリシャ         | ギリシャ       | リーグ | リーグ | カップ | カップ | ヨーロッパ | ヨーロッパ | 通算 | 通算 |
| ---------- | ---------------- | -------------- | ------ | ------ | ------ | ------ | ---------- | ---------- | ---- | ---- |
| 2009–10    | オリンピアコスFC | スーパーリーグ | 3      | 0      | 0      | 0      | 1          | 0          | 4    | 0    |
| 2010–11    | オリンピアコスFC | スーパーリーグ | 19     | 2      | 3      | 0      | 2          | 1          | 24   | 3    |
| 2011–12    | オリンピアコスFC | スーパーリーグ | 3      | 0      | 0      | 0      | 2          | 1          | 5    | 1    |
| 総通算     | 総通算           | 総通算         | 25     | 2      | 3      | 0      | 5          | 2          | 33   | 4    |

## 代表歴

### 出場大会
- ギリシャ代表
  - 2014 FIFAワールドカップ

### 試合数
- 国際Aマッチ 27試合 3得点（2010年-2019年）[6]

| ギリシャ代表 | 国際Aマッチ | 国際Aマッチ |
| 年           | 出場        | 得点        |
| ------------ | ----------- | ----------- |
| 2010         | 3           | 0           |
| 2011         | 8           | 3           |
| 2012         | 2           | 0           |
| 2013         | 2           | 0           |
| 2014         | 6           | 0           |
| 2015         | 4           | 0           |
| 2016         | 0           | 0           |
| 2017         | 0           | 0           |
| 2018         | 0           | 0           |
| 2019         | 2           | 0           |
| 通算         | 27          | 3           |

### 得点
| #  | 日時         | 場所     | 相手   | スコア | 結果 | 大会                   |
| -- | ------------ | -------- | ------ | ------ | ---- | ---------------------- |
| 1. | 2011年2月9日 | ラリサ   | カナダ | 1–0    | 勝ち | 親善試合               |
| 2. | 2011年6月3日 | ピレウス | マルタ | 3–1    | 勝ち | UEFA欧州選手権2012予選 |
| 3. | 2011年6月3日 | ピレウス | マルタ | 3–1    | 勝ち | UEFA欧州選手権2012予選 |

## タイトル
クラブ
オリンピアコスFC
- ギリシャ・スーパーリーグ : 2010-11, 2011-12, 2012-13
- キペロ・エラーダス : 2011-12, 2012-13

アル・アハリ
- サウジ・プロフェッショナルリーグ : 2015-16
- サウジ国王杯 : 2016
- サウジ・スーパーカップ : 2016